# Ghana na Letních olympijských hrách 1960
Ghana se účastnila Letní olympiády 1960 v italském Římě. Zastupovalo ji 15 sportovců ve 2 sportech.

## Medailisté
| Medaile | Jméno           | Sport | Disciplína                  |
| ------- | --------------- | ----- | --------------------------- |
| Stříbro | Clement Quartey | Box   | váha velterová - do 63,5 kg |